# Chileense parlementsverkiezingen 1903
De Chileense parlementsverkiezingen van 1903 resulteerden in een overwinning voor de Coalición, een alliantie van liberaal-conservatieve partijen onder aanvoering van de Partido Conservador. Binnen de Coalición werd echter niet de PCon de grootste partij, maar de Partido Liberal Democrático.
| Kamer van Afgevaardigden | Kamer van Afgevaardigden        | Kamer van Afgevaardigden |
| Coalitie                 | Coalitie                        | Zetels                   |
| ------------------------ | ------------------------------- | ------------------------ |
|                          | Coalición (PCon · PN · PLD)     | 56                       |
|                          | Alianza Liberal (PL · PR · PDa) | 38                       |
| Totaal                   | Totaal                          | 94                       |

Bron: Heise 1982
| Politieke partijen  | Zetels | Percentage |
| ------------------- | ------ | ---------- |
| Conservador         | 21     | 22,34%     |
| Liberal             | 18     | 19,15%     |
| Nacional            | 7      | 7,44%      |
| Liberal Democrático | 27     | 28,72%     |
| Radical             | 18     | 19,14%     |
| Democrático         | 3      | 3,19%      |
| Totaal              | 94     | 100%       |

Bron: 1[dode link]
| Senaat   | Senaat                      | Senaat |
| Coalitie | Coalitie                    | Zetels |
| -------- | --------------------------- | ------ |
|          | Coalición (PCon · PLD · PN) | 23     |
|          | Alianza Liberal (PL · PR)   | 9      |
| Totaal   | Totaal                      | 32     |

Bron: Heise 1982
| Politieke partijen  | Zetels | Percentage |
| ------------------- | ------ | ---------- |
| Conservador         | 6      | 18,75%     |
| Liberal             | 7      | 21,86%     |
| Nacional            | 4      | 12,5%      |
| Liberal Democrático | 12     | 37,5%      |
| Radical             | 3      | 9,37%      |
| Totaal              | 32     | 100%       |

Bron: 1[dode link]